# Jó édes anyád
A Jó édes anyád (eredeti cím: The Good Mother) 2023-as amerikai bűnügyi filmthriller, amelyet Miles Joris-Peyrafitte és Madison Harrison forgatókönyvéből Joris-Peyrafitte rendezett. A főbb szerepekben Hilary Swank, Olivia Cooke, Jack Reynor és Hopper Penn látható. 
A filmet 2023. szeptember 1-én mutatta be a Vertical Entertainment. Magyarországon 2024. augusztus 18-án mutatta be a Paramount Network.

## Cselekmény
Miután elhidegült fiát meggyilkolták, Marissa Bennings újságírónő szokatlan szövetséget köt terhes barátnőjével, hogy felkutassák a halálért felelősöket. Együtt szembesülnek a kábítószer és a becstelenség birodalmával Albany városában, és egy mélyebb, sötétebb leleplezésre bukkannak.

## Szereplők
| Szerep  | Színész         | Magyar hang        |
| ------- | --------------- | ------------------ |
| Marissa | Hilary Swank    | Kisfalvi Krisztina |
| Paige   | Olivia Cooke    | Mikecz Estilla     |
| Toby    | Jack Reynor     | Szatory Dávid      |
| Gina    | Dilone          | Kálmán Henrietta   |
| Jim     | Norm Lewis      | Fehérváry Márton   |
| Ducky   | Hopper Penn     | Bor László         |
| Gary    | Larry Fessenden |                    |
| Laurie  | Karen Aldridge  | Boldizsár Tünde    |

## A film készítése
2022 júliusában a Variety arról számolt be, hogy Miles Joris-Peyrafitte fogja rendezni az akkor még Mother's Milk címet viselő filmet, amelyet Madison Harrisonnal közösen írt. A főszerepeket Hilary Swank, Olivia Cooke és Jack Reynor kapták. A film producere és finanszírozója Shaun Sanghani (SSS Entertainment), producerei pedig Siena Oberman (Artemis Pictures) és Emma Tillinger Koskoff (First Love Films) voltak. Joris-Peyrafitte a People-nek elmondta, a film ötlete a forgatáson az opioidjárványról folytatott beszélgetésekből származik, amikor az Úgy, ahogy vagy (2016) című filmet rendezte.
A forgatás 2022 júniusa és júliusa között zajlott a New York állambeli Albanyban. A forgatás a Times Union, az Empire State Plaza, a Capitol, a rensselaeri Amtrak állomáson és a New Scotland Avenue (Troop B) fegyverraktárában, a Sage College of Albany kampuszán épített díszletben zajlott.

## Bemutató
2023 júniusában a Vertical Entertainment megszerezte a forgalmazási jogot Észak-Amerika, Egyesült Királyság, Ausztrália és Új-Zéland számára. A filmet 2023. szeptember 1-én, korlátozott számú moziban mutatták be az Egyesült Államokban. Az Egyesült Államokban 2023. szeptember 19-én jelent meg a digitális on-demand platformokon. Ausztráliában 2023. november 1-én jelent meg DVD-n és digitális platformokon.

### Bevételi adatok
A Jó édes anyád 419 vetítésen 367 ezer dollárt hozott az első négy napban. Az Egyesült Államokban és Kanadában 503 378 dolláros bevételt ért el, Oroszországban pedig 49 804 dollárt, ami világszerte 553 182 dolláros bevételt eredményezett.